# بي إم دبليو أم كوبيه
بي إم دبليو أم كوبيه (بالإنجليزية: BMW M Coupe)‏ هي سيارة من تصنيع شركة بي إم دبليو.

## لمحة عامة
في عام 1976م أطلقت شركة بي إم دبليو الألمانية طرازاً جديداً من فئة السيارت الفارهة الكبيرة ذات البابين، وسمّي بـ إي24، حيث استمر إنتاج هذا الطراز إلى عام 1989م، وبعد 14 عاماً قامت بي إم دبليو بإطلاق الجيل الجديد كلياً منه عام 2003م، واستمر إنتاجه حتى عام 2010م عندما ظهر لنا الجيل الثالث والجديد كلياً عام 2011م، بحلّة أكثر رياضية وشبابية.